# زی سوارز
زی سوارز (به پرتغالی: José Soares da Silva Filho) مهاجم، هافبک اهل برزیل است که در شهر Paulo Afonso و در تاریخ ۲۷ ژوئیهٔ ۱۹۸۳ به دنیا آمده‌است.
زی سوارز در تیم‌های فوتبال پالمیراس سابقهٔ حضور دارد.